# Blestemul ariciului
Blestemul ariciului este un film românesc din 2004 regizat de Dumitru Budrală.

## Prezentare
„Am ținut la măgar mai mult ca la omul meu și la copiii mei, da’ acuma o murit. Dacă aș avea un măgar, eu aș trăi ca parlamentarii în Parlament” – declară Turica, unul dintre personajele filmului. Împreună cu familia ei, Turica trebuie să meargă pe jos din sat în sat, cărînd în spate legături uriașe de mături și coșuri făcute de ei, pe care încearcă să le tîrguiască în schimbul mîncării. Autorul urmărește o familie extrem de săracă de țigani în călătoria lor de supraviețuire pe timp de iarnă. Utilizînd stilul cine-verite, filmul trece dincolo de stereotipiile despre țigani. Vedem oameni reali, care se luptă să facă față situațiilor aburde sau tragicomice ale vieții de fiecare zi. O imagine excelentă, alături de tradiția orală suculentă a personajelor, ne poartă într-o lume a cărei existență este aproape de neconceput pentru cei mai mulți dintre noi.

Filmul a obținut Marele Premiu al Festivalului Film.doc2, Premiul pentru Cel mai bun documentar la Docupolis Barcelona și Premiul special al juriului la Belgrad